# Menophra altaicola
Menophra altaicola är en fjärilsart som beskrevs av Eugen Wehrli 1941. Menophra altaicola ingår i släktet Menophra och familjen mätare. Inga underarter finns listade i Catalogue of Life.